# Прадамано
Прадамано (итал. Pradamano) је насеље у Италији у округу Удине, региону Фурланија-Јулијска крајина.
Према процени из 2011. у насељу је живело 3115 становника. Насеље се налази на надморској висини од 88 м.

## Становништво
Према резултатима пописа становништва 2011. у општини је живело 3.536 становника.
| 1951. | 1961. | 1971. | 1981. | 1991. | 2001. | 2011. |
| ----- | ----- | ----- | ----- | ----- | ----- | ----- |
| 2.279 | 2.246 | 2.251 | 2.616 | 2.846 | 2.960 | 3.536 |

## Партнерски градови
- Bad Bleiberg